# Артёмовская научная станция
Артёмовский сцинтилляционный детектор — прибор для изучения нейтрино, расположенный в городе Соледар, Украина. Является частью Артёмовской научной станции Российской академии наук.

## История
В 1977 году ИЯИ АН СССР решил построить нейтринную обсерваторию в соляной шахте Артёмовского месторождения. Естественный радиоактивный фон на данном участке являлся очень низким. В шахте был смонтирован сцинтилляционный детектор (КОЛЛАПС). Непосредственные наблюдения начались в ноябре 1977 года.
В 2005 году получено[кем?] право на использование Артемовского солевого месторождения.
19 сентября 2021 года право пользования Артёмовским солевым месторождением отменено[кем?]. На станции в 2005 году работало 11 человек, большинство граждане Украины.

## Описание прибора
В соляной шахте г. Соледар на глубине более ста метров располагается установка «Коллапс» в виде 105-тонного сцинтилляционного подземного детектора с оборудованием управления и поддержки «Сверхновая». Это и нейтринный телескоп, и установка для исследования космических «ливней».
Сам нейтринный осциллятор был создан в 1977 году в толще Соледарского солевого месторождения.
Кроме того, масса мишени для поиска нейтринного излучения от коллапсов звезд 1000 тонн окружающей детектор соли (NaCl).
Сцинтиллятором является уайт-спирит, фотоумножители разных типов используются в качестве регистрирующих элементов.
Регистрация антинейтрино от сверхновой основывается на реакции взаимодействия антинейтрино с протоном, входящим в состав сцинтиллятора:
```
n(e) + p -> e + n
```

Импульс от ионизационных потерь позитрона является основным для регистрации нейтронов по гамма-квантам с характерным временем захвата t = 170 мксек:
```
n + p -> d* -> d+g, E=2.2 МэВ
```

Размещение установки в соляной шахте уменьшает фон естественной радиоактивности более чем в 300 раз по сравнению с помещением в обычном грунте.
Бак детектора разделен на четыре сектора А, Б, В и Г условными вертикальными диаметральными плоскостями. В секторе тридцать два ФЭУ — 49Б и четыре ФЭУ-30.
По данным Артёмовской научной станции сильное экспериментальное ограничение на частоту нейтринных всплесков от гравитационных коллапсов звёзд в Галактике: менее 1 события за 17,37 лет на 90 % уровне достоверности.
Штат научной станции составляет 18 человек, из них 12 человек постоянно проживают рядом со станцией.
15 марта 2005 решением Донецкого областного совета Артемовское месторождение каменной соли было передано Институту ядерных исследований РАН для проведения подземных исследований в области физики космических излучений и нейтринной астрофизики. Станция будет использовать территорию одного из рудников площадью 0,63 гектара.

## Контакты
- Соледар, Артёмовская, 20 (с 2020 года Соледарская, 20).